# Liste der Reichsvögte zu Kaysersberg

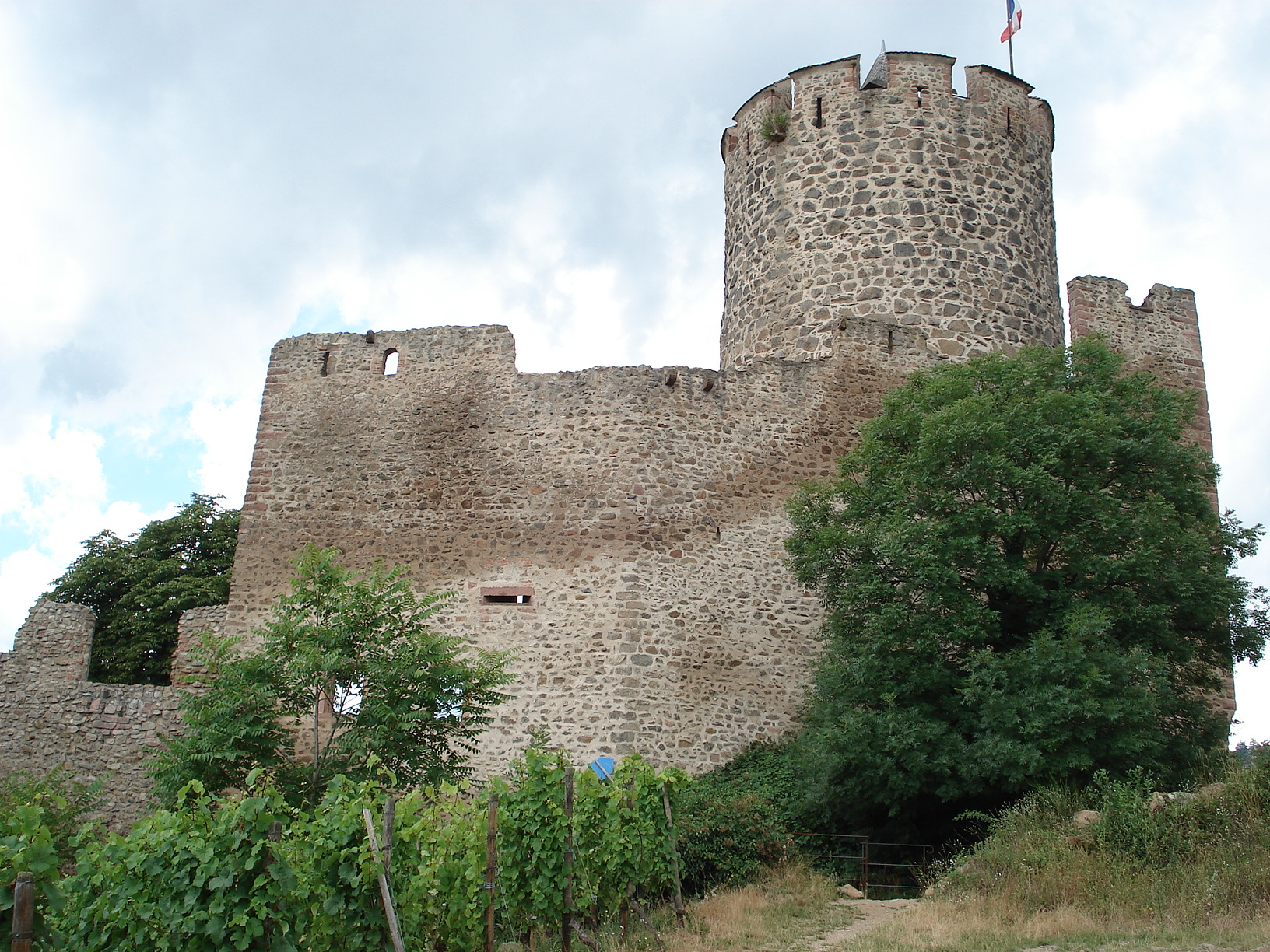
Die Burg Kaysersberg

Die Reichsvogtei zu Kayserberg  war der Landvogtei Elsass untergeordnet und vertrat den Kaiser oder den Pfandbesitzer in den drei Reichsstädten Kaysersberg, Münster im Gregoriental und Türckheim. Dort hatte der Reichsvogt mit Unterstützung seiner Schultheißen und deren Weibel die niedere und die hohe Gerichtsbarkeiten inne. Bei Malefiz-Fällen oder Blutsachen wurden die Voruntersuchung (inquisitio) und eventuell die Inhaftierung (incarceratio) der Täter von dem Stadtrat vorgenommen, bis der Reichsvogt den „Malefiztag“ bestimmte und das Gericht mit bürgerlichen Schöffen besetzte. Er ist alsdann nicht iudex, sondern Ankläger neben einem Stettmeister
Der Reichsvogt wurde als Schirmherr der Reichsuntertanen in Naturalien und mit einem jährlichen Amtssold entlohnt.
Alte Adelsgeschlechter des süddeutschen Raums haben dieses Amt bekleidet, manchmal zusätzlich zu der Funktion des Unterland- oder Oberlandvogts. Wenn der Schirmherr einen höheren Rang hatte, wie die pfälzischen Kurfürsten oder der Erzherzog Ferdinand, Graf von Tirol und der Vorlande, dann wählte er seinen Stellvertretenden entweder aus dem eigenen Haus oder aus dem regionalen Adel.
Das Amt wurde für längere Perioden innerhalb eines Adelsgeschlechts den männlichen Erben übertragen. Eine einzige Ausnahme bildete Helene Eleonore von Schwendi im sehr turbulenten 17. Jahrhundert. Entweder übernahm sie die Leitung der Reichsvogtei selber mit Unterstützung eines ihr ergebenen Verwalters oder sie vertraute diese Funktion jeweils ihren zwei Ehemännern an.
| Reichsvogt                                | Unter der Landvogtei von                                                       | Amtszeit  |  |
| ----------------------------------------- | ------------------------------------------------------------------------------ | --------- |  |
| Ritter von Steinung                       | Im Pfandbesitz des Königs Johann von Böhmen 1330–1336                          | 1330–1336 |  |
| Hubart von Elter                          | Unter dem Rheinpfalzgrafen Rudolf1336–1348                                     | 1336–1348 |  |
| Burkhard Mönch von Basel                  | Im Pfandbesitz von Burckhard Mönch von Basel 1348–1349                         | 1348–1349 |  |
| Hubart von Elter                          | Unter dem Herzog Wenzel von Luxemburg –1408                                    | 1367–1377 |  |
| Hessemann Stamler                         | Unter dem Herzog Wenzel 1408–1504                                              | 1371–1383 |  |
| Jakob Lericke von Dirmstein               | Fiel beim Tode von Herzog Wenzel an das Reich zurück 1383–?                    | 1399      |  |
| Edelknecht Eberhard von Ramberg           | Unter dem Haus Luxemburg –1408                                                 | 1402      |  |
| Hans von Königsbach                       | Unter der rheinpfälzischen Reichslandvogtei 1408–1504                          | 1409–1413 |  |
| Heinrich von Gertringen                   | Unter der rheinpfälzischen Reichslandvogtei 1408–1504                          | 1413–1438 |  |
| Siegfried von Oberkirch                   | Unter der rheinpfälzischen Reichslandvogtei 1408–1504                          | 1442–1445 |  |
| Ritter Stephan von Bayern                 | Unter der rheinpfälzischen Reichslandvogtei 1408–1504                          | 1445–1452 |  |
| Kaspar Beger                              | Unter der rheinpfälzischen Reichslandvogtei 1408–1504                          | 1452–1462 |  |
| Ritter Hans von Landsberg                 | Unter der rheinpfälzischen Reichslandvogtei 1408–1504                          | 1462–1477 |  |
| Heinrich von Ratsamhausen                 | Unter der rheinpfälzischen Reichslandvogtei 1408–1504                          | 1477–1580 |  |
| Lützelmann von Ratsamhausen               | Unter der rheinpfälzischen Reichslandvogtei 1408–1504                          | 1480–1504 |  |
| Dr. Konrad Stürzel von Buchheim           | Unter der vorderösterreichischen Herrschaft im Besitz der Habsburger 1504–1535 | 1505–1509 |  |
| Konrad Stürzel der Jüngere                | Unter der vorderösterreichischen Herrschaft im Besitz der Habsburger 1504–1535 | 1509–1517 |  |
| Konrad Polsnitzer                         | Unter der vorderösterreichischen Herrschaft im Besitz der Habsburger 1504–1535 | 1517–1520 |  |
| Hieronymus Prunner                        | Unter der vorderösterreichischen Herrschaft im Besitz der Habsburger 1504–1535 | 1520–1524 |  |
| Georg Gerhard im Namen der Witwe Prunners | Unter der vorderösterreichischen Herrschaft im Besitz der Habsburger 1504–1535 | 1524–1535 |  |
| Graf Georg von Erbach                     | Unter der 2. rheinpfälzischen Reichslandvogtei 1535–1565–1504.                 | 1535–1541 |  |
| Wilhelm von Rappoltstein                  | Unter der 2. rheinpfälzischen Reichslandvogtei 1535–1565–1504.                 | 1541–1548 |  |
| Georg und Egenolf von Rappoltstein        | Unter der 2. rheinpfälzischen Reichslandvogtei 1535-1565-1504.                 | 1548–1565 |  |
| Wilhelm Wellinger von Fechingen           | Unter der vorderösterreichischen Herrschaft im Besitz der Habsburger 1565–1648 | 1566–1571 |  |
| Johann Wellinger                          | Unter der vorderösterreichischen Herrschaft im Besitz der Habsburger 1565–1648 | 1571–1573 |  |
| Lazarus von Schwendi                      | Im Pfandbesitz des Adelsgeschlechts Schwendi 1573–1674                         | 1573–1583 |  |
| Johann Wilhelm von Schwendi               | Im Pfandbesitz des Adelsgeschlechts Schwendi 1573–1674                         | 1583–1609 |  |
| Helene Eleonore von Schwendi              | Im Pfandbesitz des Adelsgeschlechts Schwendi 1573–1674                         | 1609–1616 |  |
| Jakob Ludwig von Fürstenberg              | Im Pfandbesitz des Adelsgeschlechts Schwendi 1573–1674                         | 1616–1628 |  |
| Franz Karl von Fürstenberg                | Im Pfandbesitz des Adelsgeschlechts Schwendi 1573–1674                         | 1628–1636 |  |
| Philipp Nikolaus von Layen                | Im Pfandbesitz des Adelsgeschlechts Schwendi 1573–1674                         | 1636–1639 |  |
| Oberst von Hattstein                      | Im Pfandbesitz des Adelsgeschlechts Schwendi 1573–1674                         | 1639–1645 |  |
| Philipp Nikolaus von Layen                | Im Pfandbesitz des Adelsgeschlechts Schwendi 1573–1674                         | 1649–1658 |  |
| Gräfin Helene Eleneore von Schwendi       | Im Pfandbesitz des Adelsgeschlechts Schwendi 1573–1674                         | 1658–1671 |  |
| Franz von Schwendi                        | Im Pfandbesitz des Adelsgeschlechts Schwendi 1573–1674                         | 1671–1674 |  |
| François Desmardy                         | Unter der Schirmherrschaft des französischen Königs 1674–1789                  | 1674–1710 |  |
| Joseph Depescherie                        | Unter der Schirmherrschaft des französischen Königs 1674–1789                  | 1710–1719 |  |
| Alexis Franchant                          | Unter der Schirmherrschaft des französischen Königs 1674–1789                  | 1719–1739 |  |
| Baron François Antoine d’ Andlau          | Unter der Schirmherrschaft des französischen Königs 1674–1789                  | 1739–1786 |  |
| François Antoine d’ Andlau                | Unter der Schirmherrschaft des französischen Königs 1674–1789                  | 1786–1789 |  |

## Bibliographie und Quellen
- (de) Prof. Dr. Joseph Becker, Die Reichsvogtei Kaysersberg von ihrem Ursprung bis zur französischen Revolution, Buchdruckerei des ‚Elsässer‘, Straßburg, 1906.
- (fr) Annales de l’Académie d’Alsace, Francois Antoine d’Andlau dernier Reichsvogt de Kaysersberg Hrsg. Académie d’Alsace, Nr. 7, 1985, Kurzbeschreibung auf opac.bnu.fr
- (fr) Prévôté impériale de Kaysersberg. – Seigneurie de Haut-Landsberg, XVIIIe siècle. Catalogue général des manuscrits des bibliothèques publiques de France. Départements – Tome LVI. Colmar, 1-1127, N° CGM: 631
- (fr) Rod. Reuss, Ch. Pfister, L’Alsace au XVIIème siècle au point de vue géographique, historique, administratif, économique, social, intellectuel et religieux. T. I (Forme le fascicule 116 de la bibliothèque de l’École des hautes études), Presses Universitaires de France, Revue Historique T. 68, Fasc. 2 (1898), pp. 376-384 jstor.org
- (fr), Histoire des dix villes jadis libres et impériales de la préfecture de Haguenau, nach den Werken von Johann-Daniel Schöpflin, Ed. J.H. Decker, Imprimeur du Roi, Colmar, 1825. Für Munster Seiten 254 – 274. Für Kaysersberg und die Reichsvogtei Seiten 275 – 296.